# Nicolás Toldi
Nicolás Toldi (en húngaro: Toldi Miklós) (1320 - 22 de noviembre de 1390) fue un noble caballero húngaro del siglo XIV. Fue terrateniente en la región de Bihar y su figura es preservada en la cultura húngara como un hombre con una fuerza extraordinaria.

## Biografía
Nicolás Toldi fue un personaje considerado ficticio durante mucho tiempo, puesto que quedaron muy pocos datos sobre su vida y obras. Sin embargo, sobre la base de ciertos documentos medievales aparece que existió un Jorge Toldi (en húngaro: Toldi György) y un Nicolás Toldi (en húngaro: Toldi Miklós) en la época de los reyes Carlos Roberto y Luis I de Hungría en el siglo XIV. En 1354 Nicolás Toldi es mencionado como alispán de la provincia húngara de Pressburg, posteriormente sirvió al arzobispo de Esztergom en 1355 y durante la siguiente década fue caballero de la corte del rey húngaro. 
En 1359 fue comisionado para traer desde Florencia dos leones regalados a Hungría. Posteriormente, Toldi condujo la campaña militar del rey Luis I en Italia contra Venecia entre 1363 y 1364 y tras ser capturado y escapar regresó a Hungría. Tras la muerte del rey Luis el Grande en 1382 fue nombrado ispán de la provincia de Szabolcs (1383 - 1385) y sirvió durante un breve período al siguiente rey húngaro Segismundo de Luxemburgo.

## La Trilogía de Toldi, escrita por János Arany en elsigloXIX
En el Siglo XIX el famoso escritor y poeta húngaro János Arany escribió en honor a Toldi su obra, La trilogia de Toldi (en húngaro: Toldi-trilógia) en la cual narraba la vida y hechos del famoso caballero húngaro.

### Toldi (1846)

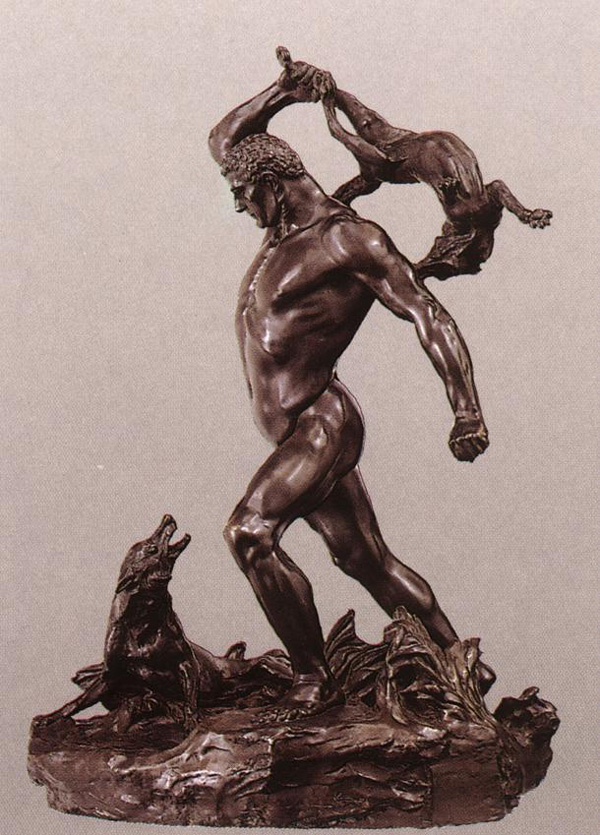
Nicolás Toldi luchando contra los lobos. Obra de János Fadrusz (1903)

Esta es la primera de las tres obras poéticas compuestas en honor al caballero húngaro. Fue publicada en 1846 y está compuesta por 12 cantares, que contienen entre 10 y 19 estrofas cada uno. Cada estrofa tiene 8 versos.

#### Primer Cantar
En esta obra János Arany narra el inicio de la vida de Nicolás Toldi en su residencia campestre, donde vive con su madre viuda, rodeada de sirvientes. Nicolás se ocupa de los animales de corral y del trabajo del campo, envidiando el estilo de vida de su hermano mayor, Jorge, quien es un caballero que sirve al rey Luis I de Hungría. Un día mientras estaba sumido en una profunda desdicha por estar condenado a una vida campestre y no al de las batallas y la gloria, pasó frente a él el ejército húngaro conducido por Andrés Laczfi (en húngaro:Laczfi Endre) el Nádor de Hungría. Laczfi de una forma algo despectiva le preguntó llamándolo campesino, que donde estaba la ciudad real de Buda, ante lo cual Toldi sintiéndose herido, levantó una enorme y pesada viga de madera para indicar cual era el camino que debía tomar, demostrando así, su poderosa e inusual fuerza.

#### Segundo Cantar
Jorge Toldi (en húngaro: Toldi György), hermano de Nicolás arribó entonces junto con su regimiento de caballeros y soldados. El hermano mayor era uno de los más prestigiosos hombres del rey húngaro y se residenciaba en la corte de Buda. Jorge ya había abandonado su simple y "deshonrosa" vida en el campo, a la cual Nicolás y su madre aún se aferraban. Luego de saludar fríamente a su madre, preguntó por "el otro", refiriéndose a Nicolás, a lo cual su madre le contestó que estaba trabajando afuera con el trigo y que lo mandaría a llamar de inmediato. Ante esto Jorge muy prepotentemente dijo de manera despectiva que no hacía falta. Sin embargo, inesperadamente Nicolás entró repentinamente a la residencia y saludó a su hermano, el cual lo dejó con los brazos extendidos y se dio la vuelta diciéndole a su madre que su hermano es un flojo y cobarde, que no es bueno ni para ser campesino, ni caballero, que solo sirve para olfatear la comida como los perros y para descuidar a los criados. Ante lo cual Nicolás contestó que no había ni un ápice de verdad en las palabras de Jorge, dejando la residencia para sentarse amargadamente afuera en el patio.

#### Tercer Cantar
La extraordinaria fuerza de Nicolás resultó entonces contraproducente, cuando arribó inesperadamente su hermano mayor rodeado de otros soldados, estos se habían dispuesto en el patio, donde pronto comenzaron a molestar a Nicolás. Lo denigraron y menospreciaron con sus burlas, lo cual solo contribuyó a que su ira aumentase. De esta manera, el fuerte hombre se levantó y les arrojó repentinamente una enorme piedra de molino, la cual mató a uno de los caballeros. El terrible hecho sumió en una crisis a Nicolás, la cual lo forzó a huir de su casa temiendo ser arrestado por su propio hermano.

#### Cuarto Cantar
Luego de deambular por los parajes húngaros intentando alimentarse con huevos de urracas y demás elementos nativos de los bosques, Bence, un criado anciano encontró al joven. La preocupada madre de Toldi lo había enviado con comida, para que este diese con el paradero de su hijo fugitivo. Luego de tomar vino y comer algo, el sirviente se despidió y Nicolás continuó su viaje huyendo y siendo torturado por pensamientos como el de asesinar a su hermano Jorge, quien lo iba a entregar. 

#### Quinto Cantar
En medio del bosque halló entonces una guarida de lobos, don dos cachorros solos, a los cuales se les acercó a acariciarlos, como si fuesen perros de pastoreo. Nuevamente cometió un error, y pronto la loba madre y el padre arribaron atacando a Nicolás, el cual valiéndose de su extraordinaria fuerza, pocos momentos después acabó con los dos.

#### Sexto Cantar
Armándose de valor regresó entonces a su hogar con los dos lobos muertos sobre sus hombros, y luego de entrar a la residencia a hurtadillas habló con su madre, a la cual le prometió que iría a Buda, donde se convertiría en un caballero del rey y le demostraría a su hermano que era inclusive mejor que él. Partiendo dejó a los lobos cerca de la habitación de su hermano para hacerle saber que estuvo allí en al noche.

#### Séptimo Cantar
Tras un largo viaje a la ciudad real, soportando lluvias y tormentas fue a parar a un cementerio en las afueras de la ciudad, donde una viuda lloraba junto a unas tumbas. Tras entablar conversación con ella, la mujer le explicó que su amargura se debía a que un caballero checo había matado a sus dos hijos en una justa en la isla en el Danubio. Ante esto, Toldi partió hacia Buda, prometiéndole a la mujer que él vengaría la muerte de los dos caballeros y vencería entonces al arrogante checo. 

#### Octavo Cantar
Por tora parte, Jorge Toldi ya había arribado a la corte del rey, y le narró lo sucedido, ante lo cual Luis I replicó que había un caballero checo en una isla del Danubio, y que si su hermano menor era tan fuerte como decía, pues que lo venciese y con esto se podría olvidar de cualquier tipo de castigo por su crimen. Jorge sin saber donde andaba su hermano respondió que no le interesaba lo que sucediese con su hermano, y regresó a su residencia en Buda, donde enloquecido por el dolor, sus criados hasta habían considerado en atarlo.

#### Noveno Cantar
Mientras que Nicolás veía los rostros de las personas en el mercado, se familiarizaba con la ciudad, de pronto estalló un alboroto, donde la gente gritaba y huía. Se había escapado un enorme toro al que ninguno de los carniceros u hombres del mercado podían agarrar. Nicolás se acercó y luego de una contienda logró sujetar a la bestia, que fue amarrada por los demás. Pronto todos en el pueblo que lo veían lo reconocían, sin embargo, sin tener un sitio donde dormir, Toldi regresó al cementerio, donde se acostó en una colina.

#### Décimo Cantar
En medio de la noche, lo despertó alguien que venía arribando a la ciudad, y luego de ver quien era, Nicolás se alegró en extremo al percatarse que era el viejo sirviente Bence, nuevamente enviado por su madre. Pero en esa oportunidad, Bence había recibido órdenes de quedarse con Nicolás y de servirlo y seguirlo a donde quiera que vaya. Junto con el viejo, la madre envió un enorme saco de monedas de oro, lo cual alegró más aún a Nicolás, quien de inmediato comenzó a fantasea sobre comprar una armadura y armas. Con tanto dinero, decidió Toldi que se iría a la taberna más cercana, y luego de despertar al dueño, entró con Bence y luego de tomar vino en exceso se durmió sobre la mesa del lugar.

#### Decimoprimer Cantar
Al día siguiente Toldi y Bence se apresuran a visitar toda la ciudad, comprando armadura, armas, escudo, yelmo y con su nuevo caballo negro llamado Rigó, pronto se dirige hacia el checho que todos los días se burlaba e insultaba a los húngaros, gritando que no había ninguno que lo pudiese vencer. Toldi viajó entonces en barco y luego a caballo hacia la isla del Danubio, sobre su corcel negro, con el visor de su yelmo cerrado, coronado por un penacho de plumas negras. Mientras tanto, muchas personas gritaban eufóricamente, felices de que alguien se atrevía a retar en una justa al caballero checo. Ante esto, el propio rey Luis I y muchos otros soldados bajaron del palacio y se dirigieron a ver el torneo. Luego de un glorioso combate, Toldi venció al caballero checo, quien tirado en el suelo pidió misericordia. Sin embargo, Nicolás no le escuchó y lo decapitó de un espadazo.

#### Decimosegundo Cantar
Muy complacido, el rey húngaro lo llamó ante su presencia y doce caballeros con armaduras doradas lo escoltaron ante el monarca, quien discutía muy preocupado con Jorge Toldi, si este misterioso caballero podría ser un germano o alguien de otra nacionalidad (asunto decepcionante, porque lo que esperaba el rey era que un húngaro venciese al checo). Una vez frente al rey se arrodilló y levantó la visera de su casco clamando por sí mismo, explicando que había cometido un crimen y que no era caballero en realidad. El rey muy complacido lo reconoció como el hijo de Lorenzo Toldi (en húngaro: Toldi Lőrinc), hermano menor de Jorge Toldi, y de inmediato el rey hizo un discurso donde exaltaba la fuerza de Nicolás, y su desgraciada infancia como huérfano, criado como campesino por su hermano, quien probablemente temía que las habilidades físicas de éste opacásen su gloriosa carrera.
Así, la repentina llegada de la madre de Nicolás selló la obra, donde Toldi declara al final, que se quedará en Buda como caballero del rey, y su hermano mayor regresará a la propiedad en el campo, justo como lo deseaba el propio monarca húngaro.

(...) ¡Que se detenga, que se detenga, Toldi! tu voluntad asesina

ay no conviertas en tu venganza la sangrienta presa.

Entérate: la sangre del pariente asesinado

Por venganza exclama al cielo de los cielos.

Entérate: si asesinas a tu hermano,

Entonces asesinarías tu vida eterna;

No temas, arriba está Dios; Él sabrá que es lo justo

Confíale a él el asunto de la venganza castigadora.
 (traducción al español)
... Állj meg, állj meg, Toldi! gyilkos a szándékod

Jaj ne vess bosszúdnak véres martalékot.

Tudd meg: a legyilkolt atyafinak vére

Bosszuért kiált fel az egek egére.

Tudd meg: ha megölnéd tennen testvéredet,

Akkor meggyilkolnád örök életedet;

Ne félj, fenn az Isten; õ majd igazat lát,

Bízd rá a büntető bosszuállás dolgát.
 (original en húngaro)

(Nicolás Toldi hablando consigo mismo, perturbado por el pensamiento de que su hermano lo delatará y la única opción es asesinarlo. Quinto cantar, estrofa 15.ª.)

### La Noche de Toldi (1847-48)
La siguiente obra de János Arany sobre Toldi, "La Noche de Toldi" (en húngaro:Toldi Estéje) fue elaborada entre 1847 y 1848, siendo significanteme más larga que la anterior. Esta segunda obra sobre Toldi, está compuesta por 7 cantares, que contienen entre 35 y 41 estrofas cada uno. Cada estrofa tiene 8 versos. 

#### Primer Cantar
La obra comienza ubicada varias décadas después de la anterior, con Nicolás Toldi a su residensia en el campo, quien sumido en una pena, ya había estado tres años fuera de la corte del rey. El caballero húngaro había luchado durante muchos años en incontables batallas y justas, servido al rey Luis I de Hungría. Toldi se hallaba en el cementerio junto a su casa y comenzó a cavar un a fosa, mientras su fiel sirviente Bence se preguntaba para qué o para quién era esta. Toldi ya había envejecido, su madre muerto hacia más de tres décadas y estaba enterrada junto a la fosa que el caballero cavaba. Bence temió durante varios momentos en preguntarle para quien era, pero posteriormente tomó valor y le preguntó, sin embargo Toldi no respondió ni le digirguió la palabra en ningún momento. Entre los recuerdos salta a la memoria de Bence que Jorge Toldi, el "mal hermano" mayor de Nicolás, murió trágicamente hacía ya mucho tiempo durante una cacería de osos. 
Toldi saltó dentro de la fosa y entonces le habló finalmente a su sirviente, diciéndole que ya no soportaba más su existencia, que no existía nada que lo atase a la vida y que pronto esa fosa sería al suya y Bence debía enterrarlo ahí, sin ningún tipo de lápida o cruz que marcáse su nombre. Pero la escena fue interrumpida cuando un mensajero desde Buda arribó a caballo atravsesando el jardín y se dirigió a Toldi muy respetuosamente glorificándolo con cada palabra por su pasado caballeresco. Entonces le dice a Toldi, que un caballero italiano en Buda no ha sido vencido por nadie, que la deshonra ha caído sobre los húngaros, porque no hay quien lo derrote. Volviendo en si, Toldi ordena a Bence alistar a su caballo y provisiones, y lleva dentro de la casa al mensajero, donde bebieron vino y se dispusieron a descansar para partir al día siguiente.

#### Segundo Cantar
En la corte de Buda, los caballeros se hallaban preocupados y disgustados por la presencia del prepotente caballero italiano. El mismo viejo rey Luis I no concebía el insulto que significaba esto. Orlando Gyulafi (en húngaro: Gyulafi Lóránt) y su hermano menor Bartolomé Gyulafi, eran dos caballeros de la corte, y sin poderse contener más tomaron la palabra ante el rey, argumentándole que dicha situación había dejado de ser un juego y se había convertido en un insulto para los húngaros.
Luis I había conducido exitosamente hace no mucho varias campañas militares contra el Reino de Nápoles y también heredado el trono de Polonia, así, Hungría se había convertido en un Estado fuerte. Los caballeros húngaros y el rey entonces retaron al italiano, queriendo comprobar si su valentía era tan poderosa como su insidiosa lengua. A lo cual el caballero extranjero respondió que viniesen los dos, o inclusive cuantos se atreviesen a enfrentarlo al mismo tiempo. De esta manera, los hermanos Gyulafi lo enfrentaron, y pronto el mayor, Bartolomé fue derribado de su caballo por la lanza del italiano que se le clavó en su axila. El hermoso corcel huyó y dejó a su amo herido y abandonado en el suelo, ante lo cual Orlando tomó su espada y avanzó a gran velocidad hacia el retador extranjero. Sin embargo, luego del choque, pronto orlando cayó al suelo, aferrado a la montura del animal, el cual comenzó a correr descontrolado. Para evitarle una muerte dolorosa y deshonrosa, donde el caballo huía a galope destrozando la cabeza de Orlando contras las rocas del suelo a su paso, el italiano arrojó su lanza y se la clavó en el lomo al corcel.
De inmediato entraron al campo de batalla los médicos, quienes se llevaron a los heridos tras despojarlos de sus armaduras y les lavaron sus heridas en un lugar más tranquilo. Al final del combate, luego de intentar curar las heridas, los hermanos tuvieron destinos diferentes, Orlando sobrevivió, Bartolomé, el mayor murió.

#### Tercer Cantar
Luego de la victoria, el caballero italiano no paró de burlarse y retar a los húngaros reunidos viendo la contienda. Todos disminuidos y avergonzados callaron ante la prepotente arrogancia del vencedor extranjero, ante lo cual el propio rey húngaro se hallaba sumido en una suma desdicha.
Nadie se atrevió a retarlo, pues todos esperaban que alguien más de entre los valientes quisiese intentar derrotar al italiano. De pronto, arribó lo que parecía un nuevo retador, escoltado por un anciano hombre, sobre un viejo caballo. De inmediato las burlas y la risa de la gente reunida llovieron sobre la figura que vestía lo que parecía un traje de monje con la capucha cubriendo su rostro. Las armas oxidadas de los dos, los escudos y corceles viejos solo generaban más y más burlas, pero los dos las ignoraron, y continuaron su marcha lenta pero firme.
Algunos parecían reconocer a la figura similar a un monje, a su escudo, a su porte, pero no creían posible que el famoso y anciano Nicolás Toldi aún siguiese con vida. El propio rey lamentando haberlo expulsado de su corte hacía tres años por una discusión en la que el monarca no tenía razón. Luis I extrañaba a su viejo y testarudo, pero leal caballero Toldi, quien le consiguió incontables victorias en torneos y campos de batalla en las últimas décadas. no los e
La figura con hábito de monje comenzó a hablarle a la gente, y con voz fuerte y clara comenzó a retarlos, afirmando que él no había llegado hasta allá por errar su camino como muchos seguro pensaban, él deseaba retar a alguien en combate, pero no confiaba en que había alguien lo suficientemente hábil para atreverse. De inmediato el italiano le llamó viejo sacerdote y tras burlarse de él preguntándole si se había aburrido de su vida religiosa, el anciano le respondió que todo lo contrario, él traía sus santos oleos.
El combate empezó y luego de que Toldi evadió la embestida del italiano dos veces, ante la ira del extranjero la vieja espada del húngaro se rompió. Bence de inmediato le entregó una nueva y luego de una serie de choques, el italiano perdió su espada, por lo que atacó a Toldi con un pesado mayal. Nuevamente cargan los dos y hábilmente Toldi hiere mortalmente tanto al caballo como a su amo italiano. El caballero húngaro se apeó y avanzó hacia el italiano blandiendo su espada de forma amenazadora. El rey quizás hubiese pedido misericordia, pero el metal de la espada de Toldi se le adelantó y pronto acabó con el caballero extranjero.
Frente a la gran conmoción, el heraldo real preguntó si alguien conocía a ese misterioso hombre, y de inmediato Juan Pósafalvi se acercó al rey y le dijo que era nada más ni nada menos que el mismo Toldi, al cual había ido a buscar en su terreno campestre. Después de esto, la gente reunida y el rey, todos muy complacidos celebraron felizmente la victoria de Toldi.

#### Cuarto Cantar
(resumen en elaboración)

### El Amor de Toldi (1863-79)
(resumen en elaboración)
Resumen en castellano de la Trilogia hecho por Ákos Farkas de Boldogfa, elaborado sobre la base de la obra original de János Arany. Tomado del libro: Arany János összes művei. Editado por Ildikó Fülöp. Lektűr Könyvkiadó, Budapest, Hungría.